# Nikolaus Heinrich Schilling

Nikolaus Heinrich Schilling 1865
Ölgemälde nach oder von Lenbach, Familienbesitz

Nikolaus Heinrich Schilling (* 12. August 1826 am Neuendeich, heute Blomesche Wildnis im Holsteinischen; † 12. August 1894 in München) war ein deutscher Gastechniker.
Sein Vater hatte als Landschullehrer mit 56 Talern Jahresgehalt eine siebenköpfige Familie durchzubringen. Auch der Großvater war Lehrer, hielt jedoch nur im Winter Unterricht und ging im Sommer dem Schneiderhandwerk nach. Die Familie siedelte nach Vierlande bei Hamburg über. Nikolaus Heinrich wurde ab dem Alter von neun Jahren vom Vater in Latein unterrichtet.
1846 hatte die englische Gesellschaft Malanis Crosskill & Co. die Gasanstalt in Hamburg eröffnet, die vier Jahre später in den Betrieb der Hamburger Gas-Compagnie überging, einem Vorgänger der 1891 gegründeten Hamburger Gaswerke (HGW, „Hein Gas“). 1850 trat Schilling in die Dienste dieser Gasbeleuchtungsgesellschaft und lernte als Technischer Inspektor für öffentliche „Erleuchtung“ die Produktion von Stadtgas aus Kohle kennen. Er bemühte sich erfolgreich um die Einführung wissenschaftlicher Methoden in die Gastechnik. So entwickelte er mit seinem Mitarbeiter Hans Bunte an der Münchner Gasbeleuchtungsgesellschaft den „Münchner Generatorofen“ zur Gasherstellung aus Kohle.
Schilling gab das Journal für Gasbeleuchtung und verwandte Beleuchtungsarten heraus, dessen Schriftleiter er war und das ab 1858 das erste Produkt des Oldenbourg-Verlags darstellte. Im Jahr 1876 ernannte ihn der Deutsche Verein von Gas- und Wasserfachmännern zu seinem Ehrenmitglied.